# Nava Mare Nigrum
Nava Mare Nigrum este singura navă de cercetări marine a României și aparține Institutului Național de Cercetare - Dezvoltare pentru Geologie și Geoecologie Marină – GeoEcoMar.
Nava Mare Nigrum a fost construită în anul 1971 la șantierul naval VEB Volkswerft Stralsund, Republica Democrată Germană sub numele Someș.
Inițial nava a fost un pescador din clasa „Atlantic II” în flota Intreprinderii de Pescuit Oceanic Tulcea . În aceeași serie de nave din această clasă au mai fost construite navele Ialomița, Jiul, Milcov, Mureș, Neajlov, Siret și Trotuș.
Nava a fost transformată în navă de cercetare marină și este operată de Institutul Național de Cercetare - Dezvoltare pentru Geologie și Geoecologie Marină - GeoEcoMar, înființat în 1993 sub denumirea de Centrul Român pentru Geologie și Geoecologie Marină (CRGGM), acreditat ca Institut Național în domeniul Științelor Mării și Pământului în anul 1996. 

## Detalii tehnice[2]
- Lungime: 82m
- Lățime: 13.64
- Pescaj: 5.20
- Deplasament: 3200 t
- Echipaj: 25
- Pasageri: 25 de cercetatori
- Propulsie: 2 motoare de 1160 CP fiecare
- Putere electrică: 2 x 320 kVA, 1 x 350 kVA, 1 x 50 kVA
- Comunicații: Inmarsat C
- Sisteme de navigație prin satelit

### Laboratoare la bord
- tomografie
- hidrologie
- măsuratori de gaze
- biologie
- geochimie
- geofizică (magnetometrie, gravimetrie)
- centru de calcul
- seismoacustică
- dirijare echipamente de cercetare, descriere și probare carote.

### Echipamente marine specializate
- Sistem batimetric multibeam SEABEAM 1050 Elak Nautik
- Sistem de profilare seismoacustică CHIRP Star Full Spectrum
- Magnetometre marine Geometrics, protonice model G-877 și cu pompaj optic, model G-882
- Gravimetre marine de bord (GMN-KM) și de fund (GD-K)
- Vehicul subacvatic controlat de la distanță (ROV) 1000 m adâncime

### Echipamente pentru măsuratori și probări de apă și sedimente
- Sistem CTD Sea Bird cu rozetă Niskin (12 butelii/5 l fiecare)
- Carotiere gravitaționale și cu piston
- Multicorer Mark II
- Boden-greifere
- Tomograf computerizat pentru investigații pe carote de sediment

### Instalații de lansare a echipamentelor
- Vinci 20 tf
- Vinci 8 tf
- Vinci CTD
- Vinci boden-greifer
- Macara hidraulică 3 tf/15 m
- 2 bigi 1,8 t fiecare